# Дом у дороги (фильм, 1989)
«Дом у дороги» (англ. Road House; в русском переводе также известен как «Придорожная закусочная» или «Придорожная забегаловка») — американский боевик 1989 года, снятый режиссёром Роуди Херрингтоном с Патриком Суэйзи в главной роли Джеймса Далтона — вышибалы, который приезжает в маленький провинциальный городок в Миссури, чтобы навести порядок в баре, но сталкивается с коррумпированным бизнесменом и лидером местной банды.
Премьера фильма в США состоялась 19 мая 1989 года.
Несмотря на то что фильм был выдвинут в 4 номинациях на премию «Золотая малина», он собрал 30 млн долларов, окупив 15-миллионный бюджет.

## Сюжет
Владелец ночного клуба «Две двойки» в штате Миссури («Двойная порция» англ. Double Deuce, в фильме также переводится как «Дважды два») Фрэнк Тилман приглашает профессионального вышибалу Джеймса Далтона (Патрик Суэйзи) на работу. Клуб вполне рентабелен, но плохо организована его безопасность, отчего часто возникают проблемы с пьяными посетителями или хулиганами, которые устраивают дебоши и драки.
В стычке с подвыпившими посетителями Далтон получает ножевое ранение и едет в госпиталь. Там он знакомится с доктором Элизабет Клэй.
Источником проблем клуба и местных жителей является рэкетир Бред Уэсли, который сколотил своё состояние вымогательством денег у местных предпринимателей, и никто не решается дать ему отпор.
На помощь Джеймсу приезжает Вэд Гаррет, его давний друг. Далтон наводит порядок в баре и выводит его из сферы влияния Уэсли. Уэсли пытается заставить хозяина бара Фрэнка Тилмана продолжать платить, но Далтон срывает этот план.
Демонстрируя своё влияние, Уэсли сжигает магазин Реда Уэбстера, уничтожает машины, поджигает дома Эммета, у которого Далтон снимает комнату. Далтон вытаскивает Эммета из огня и расправляется с Джимми, бандитом, совершившим это. Тогда Уэсли звонит Далтону и сообщает, что в отместку убьёт одного из двух — Вэда Гаррета или Элизабет. Далтон бросается в госпиталь. Но Элизабет, ставшая свидетельницей убийства Джимми, отказывается уехать с ним. Далтон возвращается в бар, где находит убитого Вэда и издевательскую записку Уэсли.
Тогда Далтон приезжает в дом Уэсли, где расправляется со всеми его подручными. Но добить раненого Уэсли он не может, и тот пытается застрелить Далтона. Однако в этот момент появляются разорённые предприниматели городка и сводят с Уэсли счёты.
Элизабет остаётся с Далтоном.

## В ролях
| Актёр          | Роль                   |
| -------------- | ---------------------- |
| Патрик Суэйзи  | Джеймс Далтон          |
| Келли Линч     | доктор Элизабет Клэй   |
| Сэм Эллиотт    | Вэйд Гаррет            |
| Бен Газзара    | Бред Уэсли             |
| Кевин Тай      | Фрэнк Тилман           |
| Маршалл Тиг    | Джимми                 |
| Кэтлин Уилхойт | официантка Кэрри Энн   |
| Джули Майклс   | Дениз                  |
| Джеф Хили      | Коди                   |
| Саншайн Паркер | Эммет                  |
| Ред Уэст       | Ред Вебстер            |
| Кит Дэвид      | Эрни Басс новый бармен |
| Терри Фанк     | вышибала Морган        |
| Бенни Уркидес  | эпизод                 |

## Съёмочная группа
- Авторы сценария: Дэвид Ли Хенри и Хилари Хенкин
- Режиссёр: Роди Херингтон
- Продюсеры: Тим Мур, Стив Перри и Джоэл Силвер
- Оператор: Дин Канди
- Композитор: Майкл Кеймен
- Художник: Вильям Даррелл и Джеймс Хинкл
- Костюмы: Мэрилин Вэнс
- Монтаж: Джон Линк и Фрэнк Джей Уриосте
- Кастинг: Джеки Барч
- Постановка боёв, каскадёр: Бенни Уркидес

## Производство
Съёмки фильма начались в 1988 году.
Магазин автозапчастей Реда Уэста и бар «Две двойки» на самом деле являлись только фасадами, у которых было всего две стороны. Они были построены неподалёку от города Фресно (Калифорния), где и проходили съёмки. Интерьер бара был создан внутри звукозаписывающей студии.
Дом и сарай фермера Эммета были специально построены для фильма в месте под названием Королевское ранчо, расположенном недалеко от Фресно, на реке Кингс. Постройки были искусственно «состарены» для подлинности.

## Музыка
| Оценки критиков | Оценки критиков |
| Источник        | Оценка          |
| --------------- | --------------- |
| RPM             | без оценки      |

Саундтрек к фильму и все музыкальные номера исполнил канадский гитарист и блюзмен Джефф Хили.
Группа Cruzados приняла участие в съёмках фильма, а её солист Тито Ларрива, упомянутый в титрах под своим настоящим именем Умберто Ларрива, исполнил одну из второстепенных ролей.

## Оценки
Роджер Эберт из Chicago Sun-Times дал фильму две с половиной звезды из четырёх и прокомментировал: «„Дом у дороги“ существует прямо на грани между „хорошим-плохим фильмом“ и просто плохим. Я не решаюсь рекомендовать его, потому что так много зависит от иронического видения зрителя. Это нехороший фильм. Но если смотреть в правильном настроении, он тоже не скучный».
Фильм получил четыре номинации на антипремию Золотая Малина (1990): худший фильм, худший сценарий, худший режиссёр (Роуди Херрингтон) и худшая мужская роль второго плана (Бен Газзара).

## Ремейк
9 сентября 2015 года было объявлено, что Ронда Раузи исполнит главную роль в ремейке фильма. 12 октября того же года Ник Кассаветис был назначен режиссёром и сценаристом.
В 2016 году ремейк был отменён.
2 августа 2022 года фильм официально запущен в производство. Также стало известно, что актёр Джейк Джилленхол сыграет в фильме. Режиссёром назначен Даг Лайман. 5 августа стало известно, что одну из ролей сыграет бывший чемпион UFC Конор Макгрегор.